# Kościół milczący
Kościół milczący – termin używany  w Kościele katolickim, określa Kościoły, które muszą współistnieć z reżimem komunistycznym (w Chinach, Wietnamie, w ZSRR). Wspólnoty wiernych w tych krajach musiały przeciąć więzy ze Stolicą Apostolską, ograniczyć kult, publiczne nauczanie, zaprzestać wydawania różnorodnych publikacji, katechizacji. Propaganda rządowa uznawała przejawy działalności Kościoła za sprzeczne z interesem państwowym i niezgodne z poczuciem patriotyzmu. Katolicy nie odstąpili jednak od wiary, wyznając ją w ukryciu, podczas tajnych nabożeństw.